# Острянин Данило Хомич
Дани́ло Хоми́ч Острянин (*30 грудня 1906 р., Більськ Полтавської області — † 17 травня 1988 р.) — український філософ, 1953 — доктор філософських наук, 1957 — член-кореспондент АН УРСР, 1973 — заслужений діяч науки УРСР, нагороджений орденами Трудового Червоного Прапора та «Знак Пошани».

## Життєпис
Походить з родини селянина. 1929 року закінчив філософсько-атеїстичний факультет Ін-ту комуністичної освіти в Харкові.
Від 1930 року на викладацькій роботі у вишах України.
1952 року призначений директором Інституту філософії АН УРСР.
Від 1962 року завідує кафедрою діалектичного та історичного матеріалізму Київського університету ім. Т. Г. Шевченка.
Перебуваючи на пенсії, працював професором-консультантом філософського факультету Київського університету. Загалом написав близько 200 робіт.
Досліджував історію філософії в Україні й Росії, також, зокрема, історію боротьби за матеріалізм у природознавстві.
Член редколегії, керівник філософського відділу УРЕ.

## Праці
- 1948 — «Світогляд І. Мечникова», Харків,
- 1952 — «Боротьба за матеріалістичні ідеї у вітчизняній біології в першій половині XIX століття», Київ,
- 1953 — «Світогляд О. М. Радищева», Київ,
- 1954 — «І. І. Мечников у боротьбі за матеріалізм у природознавстві», Київ,
- 1960 — «Світогляд М. О. Максимовича», Київ, «Держполітвидав УРСР»,
- «Сковорода. Твори», 1961, видавництво АН УРСР,
- 1966 р. — «Проблеми філософії»[2]
- «Розвиток матеріалістичної філософії в Україні», 1971, Київ, «Вища школа»,
- 1984 — «Боротьба за матеріалізм та діалектику у вітчизняному природознавстві (другої половини 19 — початку 20 століття)», Київ,
- 1984 — «Матеріалізм та діалектика у вітчизняному природознавстві (кінець 18 — перша половина 19 століття)», Київ.